# Ciao-ciao bourbine
Pour plus de détails, voir Fiche technique et Distribution.
Ciao-ciao bourbine (en allemand : Bon Schuur Ticino) est une comédie suisse réalisée par Peter Luisi en 2023. Elle est produite par Spotlight Media Productions en coproduction avec DMR Cinema, la Radio télévision suisse et Blue. Elle sort le 30 novembre 2023 dans les cinémas tessinois et alémaniques, puis le 17 janvier 2024 en Suisse romande,.
À fin janvier, le film avait fait 300 000 entrées en salle, dont 50 000 en Suisse romande.
Bourbine est un terme péjoratif utilisé en Suisse romande pour désigner les Suisses alémaniques.

## Synopsis
Le film tourne autour des conséquences de l'acceptation d'une initiative populaire fédérale, lancée par l'entrepreneur populiste Jeannot Bachmann, qui fait du français la seule langue nationale officielle de la Suisse. Walter Egli (joué par Beat Schlatter), doit se rendre dans le canton du Tessin en tant que policier fédéral en compagnie d'un autre policier (joué par Vincent Kucholl), afin de démanteler un prétendu groupe de résistance.
Sur place, une relation romantique entre Walter et Francesca Gamboni (jouée par Catherine Pagani), l'entraîne dans la résistance. Après le dynamitage du tunnel de base du Gothard et la déclaration d'indépendance du canton du Tessin, il s'avère que le vote a été manipulé par Jeannot Bachmann. Walter Egli, son collègue et la résistante tentent de révéler cette manipulation lors d'une déclaration de guerre imminente entre la Suisse et le Tessin.